# Alister McGrath
Alister McGrath, né le 23 janvier 1953 à Belfast, est un théologien irlandais, apologète chrétien et prêtre anglican.
Ses ouvrages les plus connus ont pour thème la défense du christianisme, notamment contre l'athéisme, et les relations entre religion et science.
Également titulaire d'un doctorat en biophysique moléculaire du Wadham College de l'université d'Oxford, McGrath est professeur de théologie au King's College de Londres.